# Ibrahim Ferrer
Pour les articles homonymes, voir Ferrer.
Ibrahim Ferrer Planas est un chanteur cubain, né le 20 février 1927 à San Luis, près de Santiago de Cuba, et mort le 6 août 2005 à l'hôpital CIMEQ de La Havane.

## Biographie
Il a des racines chinoises et africaines de par ses grands-parents. Il est le fils naturel et unique d'Aurelia Ferrer. Sa mère décède lorsqu'il a 12 ans.
En 1940, âgé de 13 ans, il cofonde avec son cousin, le groupe « Los Jóvenes del Son ».
Puis il fera partie de Maravilla Beltrán, Conjunto Sorpresa et Chepin Chovén Orchestra (avec qui il chante « El platanal de Bartolo »).
À partir de 1953, il collaborera avec Pacho Alonso (es) à la Havane.
En 1958, il collabore avec Benny Moré.
En 1996, il enregistre A Toda Cuba Le Gusta avec les Afro Cuban All Stars, album nommé aux Grammy.
En 1997, il enregistre 12 des 14 titres du CD Buena Vista Social Club, dont le boléro « Dos gardenias » 
En 1998, il enregistre pour le label EGREM, Tierra Caliente: Ibrahim Ferrer con Los Bocucos, avec Roberto Correra, fusion de son cubain et de jazz big band.
En 1999, Ry Cooder lui fait enregistrer son premier disque solo Buena Vista Social Club (groupe) presents: Ibrahim Ferrer sur lequel on retrouve Silencio enregistré lors des sessions de 1997 en duo avec Omara Portuondo.
En 2001, il chante sur la chanson Latin Simone (que Pasa Contigo) aux rythmes cubains du groupe Gorillaz sur leur album éponyme. Le groupe de Damon Albarn lui rend hommage en 2005 lors d'un concert à Manchester où l'on voit Ferrer sur un écran géant chanter la chanson lors de son enregistrement en studio (images tirées du documentaire Bananaz). 
En 2003, il sort un deuxième album, Buenos Hermanos, Meilleur album de musique tropicale traditionnelle aux Latin Grammy Awards.
En 2005, il fait une dernière tournée européenne des festivals qui l'emmène notamment à Jazz in Marciac, Jazz à Vienne et au Festival des Vieilles Charrues. Il meurt quatre jours après, le 6 août 2005, à l'hôpital CIMEQ de La Havane.

## Discographie
- Ibrahim Ferrer (World Circuit WCD 055 - 1999)
- Buenos Hermanos (World Circuit WCD 065 - 2003)
- Mi Sueño (World Circuit WCD 077 - 2007)

Apparitions :
- Afro-Cuban All Stars - A Toda Cuba le Gusta (World Circuit WCD 047)
- Buena Vista Social Club - Buena Vista Social Club (World Circuit WCD 050)
- Afro-Cuban All Stars - Distinto Diferente (World Circuit WCD 058)
- Omara Portuondo - Omara Portuondo (World Circuit WCD 059)
- Rubén González - Chanchullo (World Circuit WCD 060)
- Orlando "Cachaito" Lopez - Cachaito (World Circuit WCD 061)
- Sierra Maestra - Rumbero Soy (Riverboat TUGCD 1027)
- Gorillaz - Gorillaz (Parlophone 5344880) (le titre Latin Simone)
- Cuba le canta a Serrat : Te guste o no (2005)
- Rhythms Del Mundo (sortie post-mortem en 2006)